# Đô thị tại Long An
Các đô thị tại Long An là những thành phố, thị xã, thị trấn được cơ quan nhà nước có thẩm quyền ra quyết định thành lập. Hiện tại tỉnh Long An có 4 loại đô thị: loại II, loại III, loại IV và loại V. Trong đó loại II có 1 đô thị, loại III có 1 đô thị, loại IV có 5 đô thị và loại V có 11 đô thị.

## Lịch sử hình thành
- Năm 1976
  - tách đất huyện Châu Thành thành lập thị xã Tân An,
  - tách đất xã Tuyên Thạnh, huyện Mộc Hóa thành lập thị trấn Mộc Hóa (nay là Phường 1, 2 của thị xã Kiến Tường).
  - tách đất xã Trường Bình thành lập thị trấn Cần Giuộc
  - chuyển thị xã Khiêm Cường thành thị trấn Hậu Nghĩa, tách đất xã Đức Hòa thành lập thị trấn Đức Hòa
- Ngày 23 tháng 3 năm 1979
  - tách đất xã Hiệp Hoà thành lập thị trấn Hiệp Hoà,
  - tách đất 3 xã Tân Ân, Phước Đông và Tân Lân thành lập thị trấn Cần Đước,
  - tách đất xã Long Phú thành lập thị trấn Bến Lức,
  - tách đất 2 xã Bình Phong Thạnh và Nhị Thành thành lập thị trấn Thủ Thừa.
- Ngày 14 tháng 1 năm 1983, thị xã Tân An được mở rộng trên cơ sở sáp nhập 3 xã của huyện Vàm Cỏ, 3 xã của huyện Bến Thủ.
- Ngày 26 tháng 6 năm 1989, tách đất xã Thủy Đông thành lập thị trấn Thạnh Hóa.
- Ngày 21 tháng 11 năm 1991
  - tách đất xã Vĩnh Trị thành lập thị trấn Vĩnh Hưng,
  - tách đất xã Mỹ Thạnh Đông thành lập thị trấn Đông Thành,
  - tách đất 2 xã Đức Tân và Bình Tịnh thành lập thị trấn Tân Trụ.
- Ngày 31 tháng 8 năm 1992, tách đất xã Dương Xuân Hội thành lập thị trấn Tầm Vu.
- Ngày 24 tháng 3 năm 1994, tách đất 2 xã Vĩnh Thạnh và Hưng Thạnh thành lập thị trấn Tân Hưng.
- Ngày 19 tháng 4 năm 2007
  - thị xã Tân An được công nhận là Đô thị loại III,
  - thị trấn Mộc Hóa được công nhận là Đô thị loại IV.
- Ngày 9 tháng 9 năm 2009, chuyển thị xã Tân An thành thành phố trực thuộc tỉnh Long An.
- Ngày 29 tháng 4 năm 2010, thị trấn Bến Lức và thị trấn Hậu Nghĩa được công nhận là Đô thị loại IV.
- Ngày 18 tháng 3 năm 2013, tách đất huyện Mộc Hóa thành lập thị xã Kiến Tường.
- Ngày 8 tháng 5 năm 2015
  - thị trấn Cần Đước và thị trấn Cần Giuộc được công nhận là Đô thị loại IV,
  - xã Bình Phong Thạnh được công nhận là Đô thị loại V.
- Ngày 22 tháng 1 năm 2016, thị trấn Đức Hòa được công nhận là Đô thị loại IV.
- Ngày 28 tháng 9 năm 2017, đô thị Rạch Kiến được công nhận là Đô thị loại V.
- Ngày 5 tháng 9 năm 2019, Thủ tướng Chính phủ kí quyết định công nhận thành phố Tân An đạt tiêu chuẩn Đô thị loại II.
- Ngày 17 tháng 12 năm 2019, chuyển xã Bình Phong Thạnh thành thị trấn; đồng thời mở rộng thị trấn Cần Giuộc trên cơ sở sáp nhập xã Tân Kim, 1 phần xã Mỹ Lộc và 1 phần xã Trường Bình.
- Ngày 24 tháng 9 năm 2020, đô thị Long Đức Đông được công nhận là Đô thị loại V

## Các đô thị
| STT | Tên đô thị                | Năm thành lập | Loại đô thị | Diện tích (km²) | Dân số 2019 (người) | Mật độ dân số (người/km²) | Vai trò                                                                                   | Số phường | Số xã | Số thị trấn |
| --- | ------------------------- | ------------- | ----------- | --------------- | ------------------- | ------------------------- | ----------------------------------------------------------------------------------------- | --------- | ----- | ----------- |
| 01  | Thành phố Tân An          | 2009          | II (2019)   | 81,73           | 181.327             | 2.219                     | Trung tâm chính trị, kinh tế, văn hoá và xã hội quan trọng nhất của tỉnh Long An          | 8         | 5     |             |
| 02  | Thị xã Kiến Tường         | 2013          | III (2023)  | 204,28          | 43.390              | 212                       | Trung tâm kinh tế, văn hoá và xã hội của tiểu vùng phía Tây (Đồng Tháp Mười) tỉnh Long An | 3         | 5     |             |
| 03  | Thị trấn Bến Lức          | 1979          | IV (2010)   | 8,7             | 26.972              | 3.100                     | Trung tâm chính trị, kinh tế, văn hoá và xã hội của huyện Bến Lức                         |           |       | 1           |
| 04  | Thị trấn Cần Đước         | 1979          | IV (2015)   | 5,67            | 13.364              | 2.357                     | Trung tâm chính trị, kinh tế, văn hoá và xã hội của huyện Cần Đước                        |           |       | 1           |
| 05  | Thị trấn Cần Giuộc        | 1976          | IV (2015)   | 21,05           | 53.877              | 2.559                     | Trung tâm chính trị, kinh tế, văn hoá và xã hội của huyện Cần Giuộc                       |           |       | 1           |
| 06  | Thị trấn Đức Hòa          | 1976          | IV (2016)   | 7,36            | 13.880              | 1.886                     | Trung tâm kinh tế, văn hoá và xã hội thuộc tiểu vùng phía Nam của huyện Đức Hòa           |           |       | 1           |
| 07  | Thị trấn Hậu Nghĩa        | 1976          | IV (2010)   | 11,34           | 51.893              | 4.175                     | Trung tâm chính trị, văn hoá và xã hội của huyện Đức Hòa                                  |           |       | 1           |
| 08  | Thị trấn Bình Phong Thạnh | 2019          | V (2015)    | 46,25           | 8.486               | 183                       | Trung tâm chính trị, kinh tế, văn hoá và xã hội của huyện Mộc Hóa                         |           |       | 1           |
| 09  | Thị trấn Đông Thành       | 1991          | V           | 8,01            | 5.851               | 730                       | Trung tâm chính trị, kinh tế, văn hoá và xã hội của huyện Đức Huệ                         |           |       | 1           |
| 10  | Thị trấn Hiệp Hoà         | 1979          | V           | 9,94            | 7.418               | 746                       | Trung tâm kinh tế, văn hoá và xã hội thuộc tiểu vùng phía Bắc của huyện Đức Hòa           |           |       | 1           |
| 11  | Thị trấn Tầm Vu           | 1992          | V           | 3,44            | 6.552               | 1.905                     | Trung tâm chính trị, kinh tế, văn hoá và xã hội của huyện Châu Thành                      |           |       | 1           |
| 12  | Thị trấn Tân Hưng         | 1994          | V           | 5,76            | 5.398               | 937                       | Trung tâm chính trị, kinh tế, văn hoá và xã hội của huyện Tân Hưng                        |           |       | 1           |
| 13  | Thị trấn Tân Thạnh        | 1992          | V           | 7,4             | 6.192               | 837                       | Trung tâm chính trị, kinh tế, văn hoá và xã hội của huyện Tân Thạnh                       |           |       | 1           |
| 14  | Thị trấn Tân Trụ          | 1991          | V           | 5,74            | 5.804               | 1.011                     | Trung tâm chính trị, kinh tế, văn hoá và xã hội của huyện Tân Trụ                         |           |       | 1           |
| 15  | Thị trấn Thạnh Hóa        | 1989          | V           | 11,72           | 6.389               | 545                       | Trung tâm chính trị, kinh tế, văn hoá và xã hội của huyện Thạnh Hóa                       |           |       | 1           |
| 16  | Thị trấn Thủ Thừa         | 1979          | V           | 8,8             | 14.459              | 1.643                     | Trung tâm chính trị, kinh tế, văn hoá và xã hội của huyện Thủ Thừa                        |           |       | 1           |
| 17  | Thị trấn Vĩnh Hưng        | 1991          | V           | 5,15            | 9.729               | 1.889                     | Trung tâm chính trị, kinh tế, văn hoá và xã hội của huyện Vĩnh Hưng                       |           |       | 1           |
| 18  | Đô thị Rạch Kiến          |               | V (2017)    |                 |                     |                           | Trung tâm kinh tế, văn hoá và xã hội thuộc tiểu vùng Tây Bắc của huyện Cần Đước           |           | 1     |             |
| 19  | Đô thị Long Đức Đông      |               | V (2020)    |                 |                     |                           | Trung tâm kinh tế, văn hoá và xã hội thuộc tiểu vùng Đông Bắc của huyện Cần Giuộc         |           | 1     |             |
|     | Tổng cộng                 |               |             |                 |                     |                           |                                                                                           | 12        | 12    | 15          |